# 인도양 전구 (제2차 세계 대전)
제2차 세계 대전 이전에, 인도양은 유럽 국가들과 동아프리카, 아라비아 반도, 영국령 인도, 인도차이나, 동인도 제도(인도네시아), 그리고 오스트레일리아의 식민지 사이의 중요한 해상 무역로였다. 제2차 세계 대전이 발발했을 때 영국 해군의 동인도 함대와 오스트레일리아 왕립 해군이 인도양에서 제해권을 장악하고 있었고, 네덜란드령 동인도에서 활동하던 네덜란드 왕립 해군과 이탈리아령 동아프리카를 거점으로 한 이탈리아 왕국 해군의 홍해 함대가 인도양에서 활동 중이었다. 

## 연혁

### 1939년
1939년 11월 15일: 독일 포켓 전함인 Graf Spee 제독이 마다가스카르 남쪽에 있는 유조선 아프리카 쉘을 침몰시켰을 때, 오스트레일리아, 영국, 프랑스 군함들이 인도양을 순찰하기 시작했다.

### 1940년
1940년 6월 10일 이탈리아의 선전포고 이후, 마사와에 기지를 둔 이탈리아 왕국 해군 홍해 함대는 인도양 해군 활동의 구심점이 되었다. 인도양의 나치독일 해군들에 대한 순찰은 5월 이후 연합군 순양함의 방어적 분산을 요구했다.
- 1940년 3월 23일: 영국 해군은 네덜란드령 동인도로 떠나는 독일 상선을 저지하기 위해 순양함, 구축함, 잠수함으로 이루어진 말라야 함대을 창설했다
- 1940년 5월 11일: 나치독일 무장상선 아틀란티스호가 남대서양에서 인도양으로 진입했다.
- 1940년 6월 7일: 이탈리아 군함들이 마사와와 아삽에서 기뢰를 제거하기 시작했다.
- 1940년 6월 10일: 8척의 이탈리아 잠수함이 마사와에서 인도양 순찰을 시작했다. 이 잠수함들 중 일부는 클로로메탄 에어컨 냉매의 누출로 인해 수중 작업중인 승무원의 중추신경계 중독이 발생하여 손실되었다.
- 1940년 6월 16일: 이탈리아 잠수함 갈릴레오 갈릴레이가 유조선 제임스 스토브를 침몰시켰다.
- 1940년 7월 13일: 아틀란티스호는 인도 남쪽의 화물선 켐멘딘을 침몰시켰다.
- 1940년 8월 26일: 나치독일 무장상선 핑귄호가 마다가스카르 남쪽에서 유조선 파일펠을 침몰시켰다.
- 1940년 9월 6일: 이탈리아 잠수함 굴리엘모티가 홍해에서 유조선 아틀라스를 침몰시켰다.
- 1940년 11월 9일: 아틀란티스호는 화물선 테디를 수마트라 서쪽에서 침몰시켰다.
- 1940년 11월 30일: 핑귄호는 인도양 중부의 화물선 포트 웰링턴을 침몰시켰다.

### 1941년
1941년 전쟁초기 초점은 연합군의 무력화와 아프리카 주둔한 이탈리아 왕국 해군 기지 점령이었고, 4월에는 이라크, 8월에는 이란의 침공으로 추축국에 우호적인 정부를 교체하는 것이었다. 나중에 연합군은 나치 독일 해군을 격파하고 일본의 동남아시아로의 확장을 방어하기 위해 병력을 이동시키는 데 초점을 맞췄다.
- 1941년 1월 24일: 나치독일 무장상선 아틀란티스가 마다가스카르 북쪽의 화물선 만다소르를 침몰시켰다.
- 1941년 2월 2일: 일러스트리어스급 항공모함 2번함 포미더블(Formidable)이 모가디슈를 공습했다. 아틀란티스호는 마다가스카르 북쪽에서 유조선 케티 브뢰비그를 나포했다.
- 1941년 2월 10일: HMS 중순양함 슈롭셔, 호킨스과 경순양함 케이프타운, 세레스 및 구축함 칸다하르, 항공모함 허미즈는 케냐에서 이탈리아령 소말리아에 대한 연합군의 공격을 지원하기 위해 T군을 결성했다.
- 1941년 5월 8일: HMS 중순양함 콘월호가 아라비아해에서 나치독일의 무장상선 핑귄호과 조우해 격침.
- 1941년 6월 26일: 독일 무장상선 코르모란이 화물선 벨레빗호와 마레바호를 벵골만에서 침몰시켰다.
- 1941년 9월 24일: 독일 무장상선 코르모란은 아라비아 해에서 화물선 스타마티오스 G. 엠비리코스를 침몰시켰다.
- 1941년 11월 22일: HMS 중순양함 데본셔호가 나치독일 무장상선 아틀란티스호와 교전끝에 격침.
- 1941년 12월 2일: BM 9A 호송대가 콜롬보에서 병력을 이끌고 싱가포르에 도착했다.
- 1941년 12월 27일: 호송 WS 24호가 핼리팩스 항구에 20,000명의 병력을 싣고 뭄바이에 도착했다.

### 1942년
네덜란드의 동인도 제도 점령기간 동안 일본 제국 잠수함, 순양함들은 인도양을 순찰하기 시작했다. 진주만 공격 이후, 나구모 주이치 항모기동부대는 티모르 침공을 막기 위해 호주 다윈을 급습했고, 랑군으로의 일본군 수송을 지원하기 위해 실론을 급습했다. 나치독일 무장상선들은 연합군의 순찰을 피할 수 없었지만, 독일의 Type I 9 잠수함이 아프리카의 동쪽 해안을 순찰하기 시작하면서 대서양 전투는 아굴라스 곶 주변의 인도양으로 밀려왔다.
- 1942년 1월 4일: 일본 잠수함 I-56이 화물선 광둥호를 자바섬 남쪽에서 격침시켰다.
- 1942년 1월 11일: 일본 잠수함 I-66이 자바섬 남쪽의 화물선 리버티를 격침시켰다.
- 1942년 1월 17일: 일본 잠수함 I-60이 순다 해협에서 영국 구축함 HMS 주피터함을 격침시켰다.
- 1942년 2월 15일: I-65가 실론 앞바다에서 화물선 조헨 유스테센을 격침시켰다.
- 1942년 2월 19일: 일본군의 발리섬 침공.
- 1942년 3월 1일: 일본의 전함 히에이와 기리시마는 USS 에드살, USS 페코스, 화물선 도모혼을 침몰시켰고, 일본의 순양함 아시가라는 USS 필스베리를 자바 남쪽으로 격침시켰다. 일본의 잠수함 I-2호는 화물선 파리지를, I-59호는 수마트라 서쪽의 루즈붐호를, 일본의 잠수함 I-54호는 화물선 모데크를 자바 남쪽으로 격침시켰다.
- 1942년 3월 3일: 일본 군함이 자바 남쪽의 USS Asheville을 격침시켰고, 일본 잠수함 I-1이 트질랏잡 앞바다에서 화물선 시안타르를 격침시켰으며, 일본 항공기가 티모르해에서 여객선 쿨라마를 격침시켰다.
- 1942년 3월 8일: 일본군이 랑군을 점령했다.
- 1942년 3월 12일: 일본의 메단 침공.
- 1942년 3월 23일: 일본은 안다만 제도와 니코바르 제도를 침공하여 점령했다.
- 1942년 3월 31일 ~ 4월 10일: 실론 해전발생.
- 1942년 5월 5일 ~ 11월 6일: 마다가스카르 전투발생.
- 1942년 11월 8일: 나치독일의 잠수함 U-181이 남아프리카 공화국 남쪽의 화물선 플라우딧을 격침시켰다.
- 1942년 11월 9일: 이탈리아 잠수함 레오나르도 다빈치가 화물선 마커스 휘트먼을 격침시켰다.
- 1942년 11월 11일: 일본의 무장상선 호코쿠 마루호가 유조선 온디나호와 호위함 HMIS 벵갈호에 의해 격침당했다.
- 1942년 11월 21일: U-181은 남아프리카 공화국 동쪽해역에 화물선 알코아 패스파인더를 격침시켰다.
- 1942년 11월 28일: U-177은 노바스코샤 군함을 750명 익사시키고, U-181은 남아프리카 동쪽의 화물선 에반티아를 격침시켰다.
- 1942년 12월 1일: HMAS 아미데일이 티모르에서 철수하던 중 일본 항공기에 의해 침몰했다.

### 1943년
대서양에서 연합군의 대잠수함 순찰이 점차 효과를 발휘하면서, 인도양 무역로의 추축국 잠수함 순찰이 페낭에 크릭스마네 해상기지를 건설하면서 확대되었다. 연합군 잠수함과 항공기는 버마에서 일본군을 지원하는 수송선을 요격하기 위해 말라카 해협과 안다만 해를 순찰하기 시작했다.

### 1944년
울트라 암호해독기의 정보를 사용하면서 연합군의 성공적인 대잠수함 작전이 증가하고 인도양에서 추축국의 재보급 기회가 감소했다. 이탈리아 왕국 해군의 항복과 크릭스마네 무장상선의 파괴로 영국 해군 항공모함들이 안다만 해를 급습할 수 있게 되었다.

### 1945년
연합군의 초점은 안다만 해의 버마 해안을 따라 수륙양용 작전이었다. 추축국 잠수함 작전은 연료 부족과 유지보수의 어려움으로 인해 제한되었다.
- 1945년 5월 16일: 영국 해군 제26 구축함대 소속 플로틸라가 페낭해전(Battle of the Malacca)에서 묘코급 순양함 하구로를 격침시켰다.
- 1945년 7월 26일: 인도양에서 첫 번째 가미카제 공격으로 HMS 베스탈이 침몰하고 Livery 작전 중 HMS Amier가 손상되었다.